# Mía (canción de Paulina Rubio)
«Mía» es una canción de la cantante mexicana de pop Paulina Rubio, es también al mismo tiempo su cuarto y último sencillo y video oficial de su séptimo álbum de estudio Pau-latina.
De la autoría y producción se encargaron Emilio Estefan Jr. -al mismo tiempo productor de la canción-, Tom Mc-Williams, el dúo panameño Alberto y Ricardo Gaitán (Gaitan Bros o Gaitanes ) el estadounidense Tony Mardini (fue la misma mancuerna para el sencillo "Dame otro tequila").
Con el fin de consolidar el disco se lanzó a mediados del mes de abril de 2005 la balada que dio mucho de qué hablar debido a la letra masculina, pero también triunfó en listas, a pesar de que no se esperaba mucho de ésta. Para los fanes y la misma Paulina, después de "Tal Vez, Quizá" (sencillo de Paulina) en el 2000), «Mía» es considerada la mejor balada en toda su carrera artística con Universal Music.

## Formatos
| CD-sencillo |                       |          |  |
| N.º         | Título                | Duración |  |
| 1.          | «Mía» (Álbum Versión) | 03:34    |  |

## Video musical
Desde un principio, el público no se podía imaginar el video de «Mía» debido a que la canción debía ser interpretada por un hombre. Pero, entonces fue cuando salió inesperadamente el video, en donde se muestra a una Paulina Rubio más fresca y enamoradiza. 
Durante los detrás de cámaras Paulina dice: -"Yo creo que el videoclip es esa imagen visual que va mucho más allá, quizá la canción puede decir una letra, pero lo que tú estás observando puede ser completamente otro. Entonces le da una tercera dimensión a Mía"-.
Realmente el video no tiene ninguna historia entonces lo que trató de hacer el director argentino Picky Talarico fue hacer que el reflejo de una persona ante un espejo tenga diferentes lecturas, y a través de eso va a tener una transición por todo el vídeo. Sin embargo, aunque fue algo difícil de dar a entender al público, logró gran aceptación por los televidentes.

## Posicionamiento en listas
| País (Lista 2005)       | Posición más alta |
| ----------------------- | ----------------- |
| México (Los 40)         | 16                |
| Paraguay (Radio Latina) | 10                |